# Aleksi Salonen
Aleksi Salonen, född 3 februari 1993 i Muurame, Mellersta Finland, är en finländsk professionell ishockeyspelare som spelar för HC TPS i finska Liiga. Hans moderklubb är JYP.